# Formica limata
Formica limata es una especie de hormiga del género Formica, familia Formicidae. Fue descrita científicamente por Wheeler en 1913.
Se distribuye por Canadá, México y los Estados Unidos. Se ha encontrado a elevaciones de hasta 2957 metros. Vive en microhábitats como rocas, piedras, nidos y madera muerta.